# Golfo di Moller
Il golfo di Moller (in russo залив Моллера?) è un'insenatura sulla costa occidentale dell'isola Južnyj, nell'arcipelago della Novaja Zemlja. Amministrativamente appartiene all'oblast' di Arcangelo (Russia).
Il nome della golfo fu dato nel 1822 dall'ammiraglio russo Fëdor Petrovič Litke in onore del contrammiraglio della marina imperiale russa Otto Berend von Möller.

## Descrizione
L'insenatura si trova sul lato occidentale dell'isola Južnyj, a nord della penisola Gusinaja Zemlja. I promontori d'ingresso sono, a sud, capo Severnyj Gusinyj Nos (мыс Северный Гусиный Нос), a nord, capo Britvin (мыс Бритвин); il golfo si apre verso ovest sulle acque del Mare di Barents. La sua lunghezza è di circa 22 chilometri, la larghezza all'ingresso è di 62 chilometri e la profondità raggiunge i 52 metri. All'interno del golfo ci sono molte piccole isole e scogli sottomarini; la costa è frastagliata con piccole baie. Il fondo è costituito principalmente da limo, piccoli sassi e sabbia.

## Clima
Sulla costa della baia si trova la stazione «Malye Karmakuly», la più antica stazione polare operativa in Russia; nella quale vengono effettuate regolari osservazioni meteorologiche.
Il clima è quello della tundra. La temperatura media è di -6°C. Il mese più caldo è luglio con una temperatura di 4°C, mentre il mese più freddo è febbraio con una temperatura di −16°C.